# Malekan (circoscrizione elettorale)
La Circoscrizione di Malekan è un collegio elettorale iraniano istituito per l'elezione dell'Assemblea consultiva islamica. 

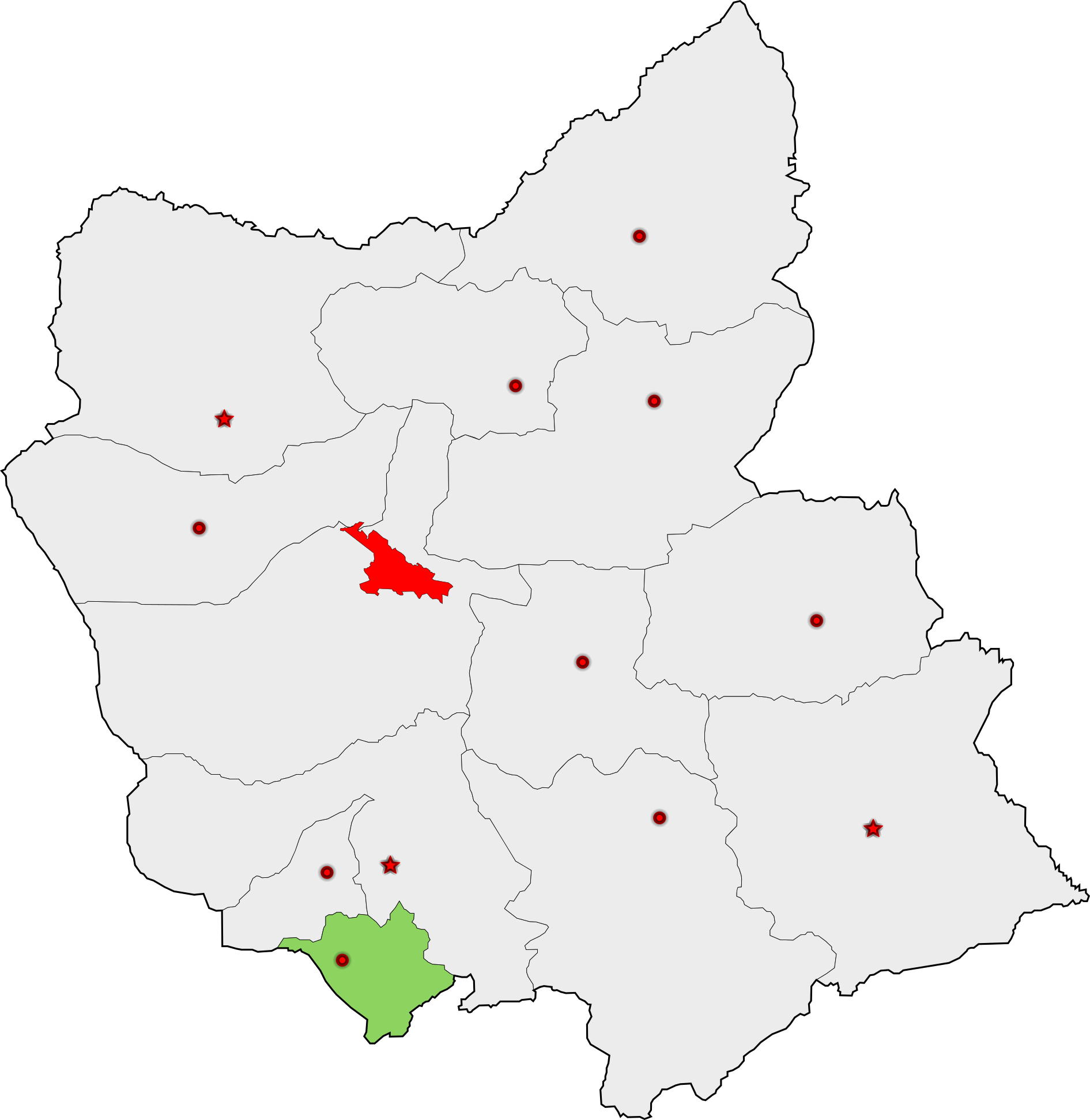
La circoscrizione di Malekan, all'interno dell'Azerbaigian Orientale

## Elezioni
Durante le Elezioni parlamentari in Iran del 2012 viene eletto con il 51.07% dei voti (pari a 30,010 preferenze) il principalista Shahruz Afghami.
Alle Elezioni parlamentari in Iran del 2016 è stato invece l'indipendente Salman Khodadadi, con 33,132 voti, a trionfare.